# 1-а Семенівка
1-а Семенівка (рос. 1-я Семёновка) — присілок в Щигровському районі Курської області Російської Федерації.
Населення становить 414 осіб. Входить до складу муніципального утворення Охочевська сільрада.

## Історія
Населений пункт розташований на території українського етнічного та культурного краю Східна Слобожанщина.
Від 2004 року входить до складу муніципального утворення Охочевська сільрада.

## Населення
| 2002 | 2010 |
| ---- | ---- |
| 450  | ↘414 |